# Кылычсаллаян, Селахаттин
Селахаттин Кылычсаллаян (тур. Selahattin Kılıçsallayan, р.18 октября 1993) — турецкий борец вольного стиля, призёр чемпионатов Европы.

## Биография
Родился в 1993 году. В 2010 году стал чемпионом Европы среди кадетов. В 2013 году стал чемпионом мира среди юниоров.
В 2018 году стал бронзовым призёром чемпионата Европы. На чемпионате Европы 2019 года завоевал серебряную медаль.